# 厳炳吉
厳 炳吉（オム・ビョンギル、朝鮮語: 엄병길/嚴炳吉、1927年 - ）は、大韓民国の軍人、情報官僚、政治家。第15代江原道知事。
本貫は寧越厳氏。漢字表記は厳秉吉とも。

## 経歴
忠北堤川出身。陸士、弘益大卒。准将として予備役編入後、中央情報部原州・春川・ソウル・釜山地区対共分室長を経て、第15代江原道（現・江原特別自治道）知事（1969年2月17日～1971年6月12日）を務めた。